# Gradovna Koźle
Gradovna Koźle, polsky Tężnia Koźle nebo Tężnia solankowa w Koźlu či česky taky gradovna Kozlí, se nachází v městské části Koźle. Je jednou ze čtyř gradoven ve městě Kandřín-Kozlí v okrese Kandřín-Kozlí v polském regionu Horní Slezsko a mezoregionu Ratibořská kotlina.

## Historie a popis
Malá dřevěná stavba gradovny byla postavena v rámci participativního rozpočtu města Kandřín-Kozlí v roce 2022. Je umístěna v zeleni malého parku mezi ulicemi Filtrowa a Kadetów. Gradovna je založena na principu rozlévání solanky do trnkového roští, což pozitivně působí na dýchací cesty. Místo vhodně doplňuje dětské hřiště, venkovní posilovna a lavičky.

## Další informace
Gradovna je celoročně volně přístupná, mimo plánované sezonní uzávěry, a je zabezpečena kamerovým systémem.

## Galerie

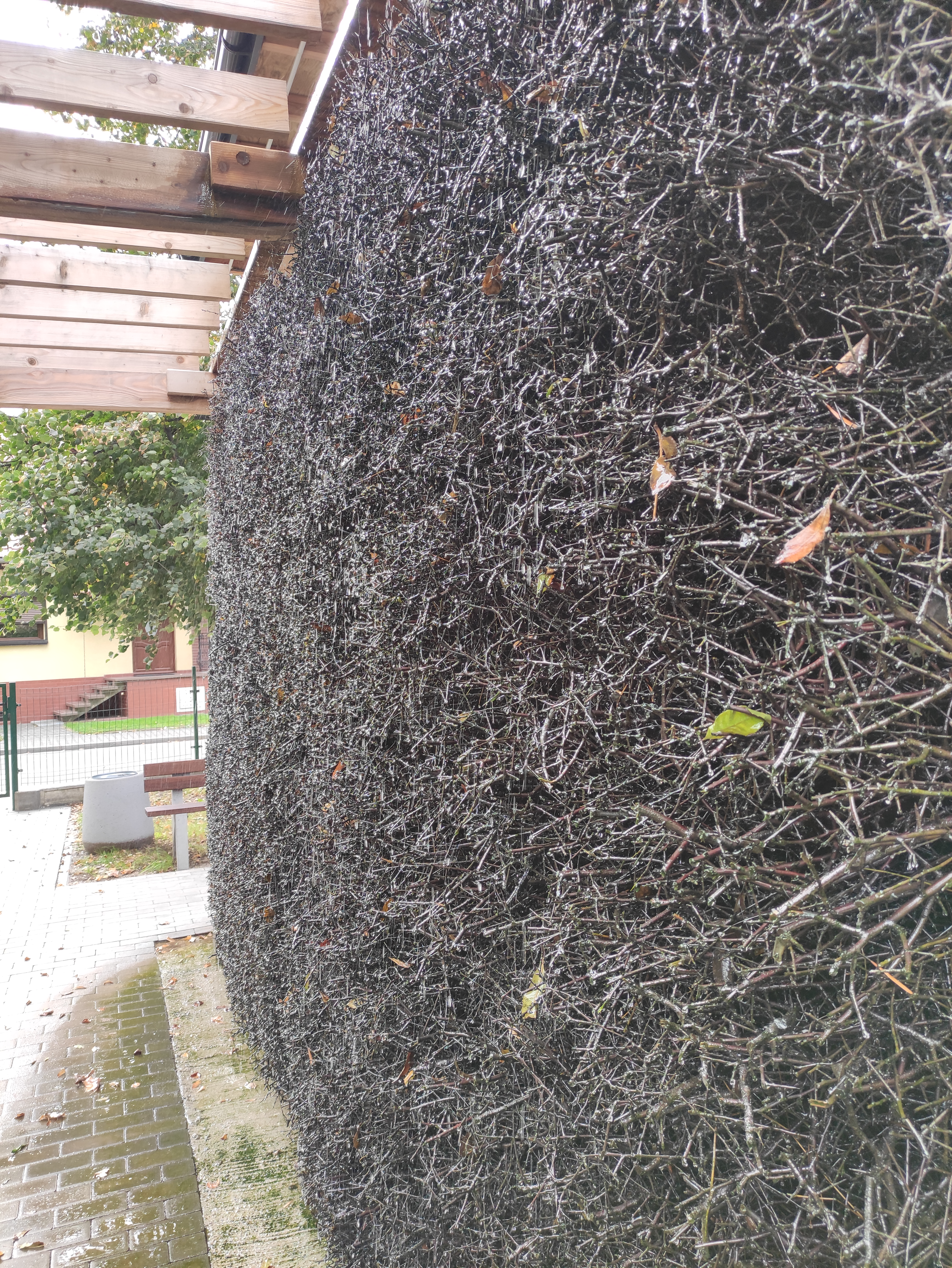